# Lange Poten

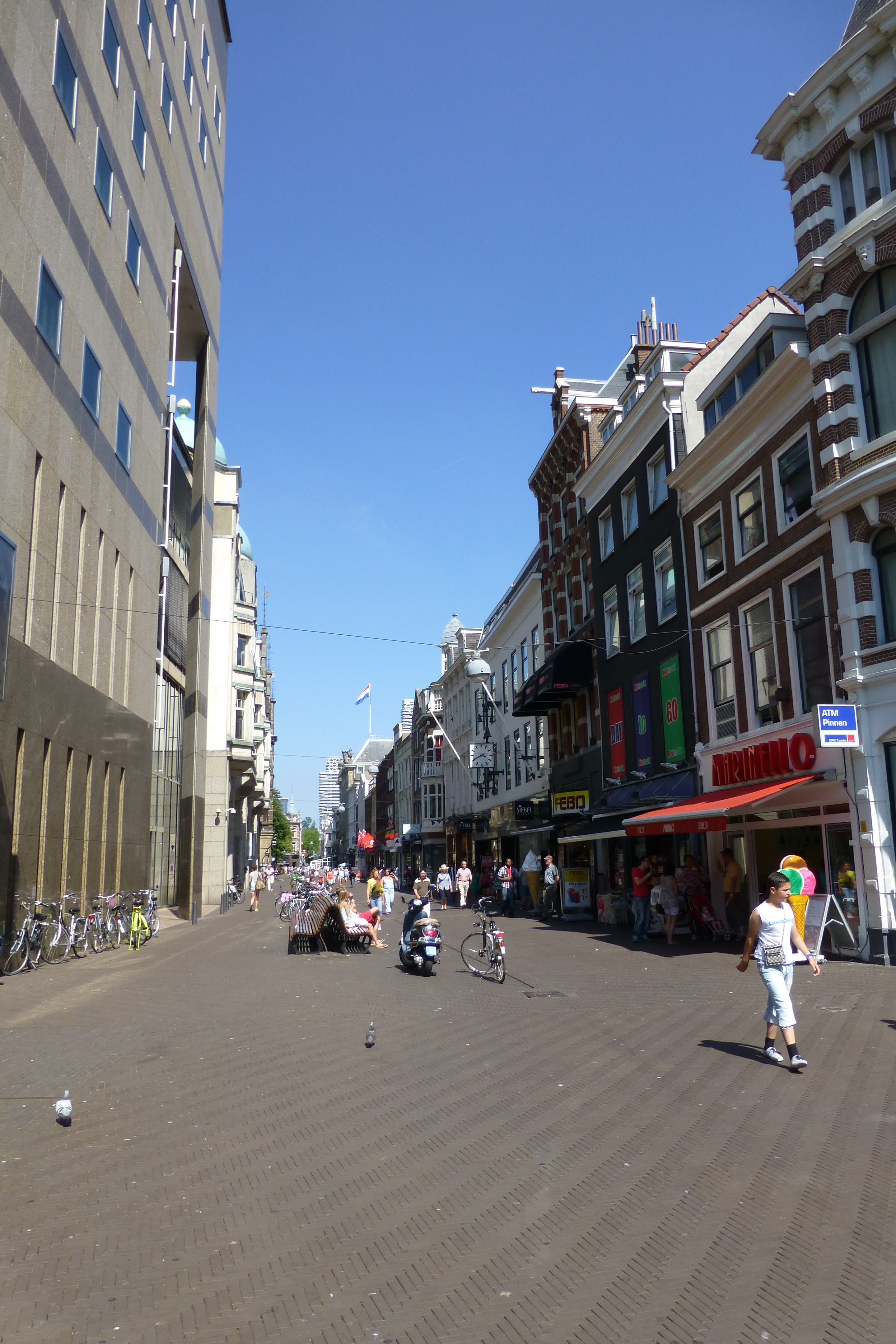
Lange Poten

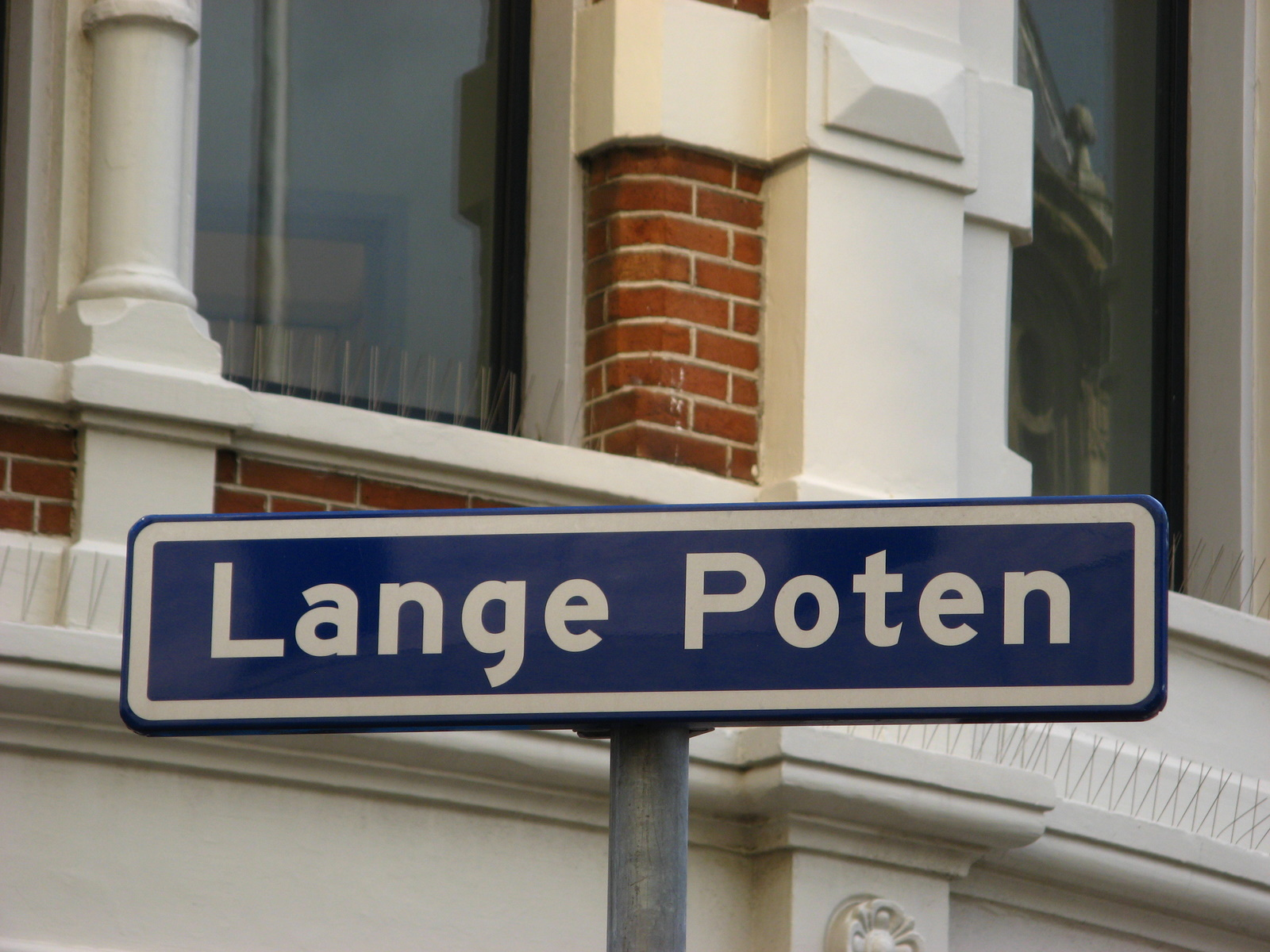
Straatnaambord

De Lange Poten in Den Haag is de straat tussen het Spui en het Plein. De straat vormt een deel van de verbindingsweg tussen het Haagse stadscentrum en het Centraal Station. Die weg bestaat verder uit de Korte Poten (tussen Plein en Herengracht) en de Herengracht. Ze is thans vooral bekend als publieksentree voor de Tweede Kamer der Staten-Generaal en Nieuwspoort en heeft een rijke winkelhistorie. 

## Geschiedenis
De Lange Poten worden in 1392 als Potenstraet voor het eerst in de Haagse annalen vermeld. Het was een zandpad tussen het Spui (Spoye of Speuy) en het Haagse Bos. Er werden wilgenbomen gepoot, vandaar de oorsprong van de naam. Vermoedelijk werden aan het begin van de 17de eeuw de eerste huizen langs dit pad gebouwd.
Den Haag was in de 17de eeuw omringd door een grachtengordel en de compacte binnenstad was een kluwen van kleine bochtige kronkelstraatjes. De min of meer rechte lijn die vanaf de Herengracht door de beide Poten, de Spuistraat en het Westeinde liep, was dé verkeersader voor de route tussen Leiden, Loosduinen en het Westland. Aan het einde van de 19de eeuw ontstond daardoor op deze route het centrale winkelgebied van Den Haag en vestigden zich warenhuizen en modezaken in dit stadsdeel.
In het begin van de 20ste eeuw werd in de Lange Poten een dubbelsporige trambaan aangelegd die door alle tramlijnen tussen het Spui, het Plein en Scheveningen en het Station Staatsspoor werd gebruikt. Deze situatie duurde totdat in 1924 de Hofweg en de Vijverdam werden aangelegd. De laatste reguliere trams reden er in 1931 en daarna werden de sporen door de Lange Poten alleen nog bij omleidingen gebruikt. Toen in 1940 het trameindpunt op het naburige Plein op bevel van de Duitse bezetter in de Tweede Wereldoorlog moest verdwijnen, had de omleidingsroute geen functie meer en werden de sporen ook uit de Lange Poten weggehaald. Na de oorlog zijn zij niet herlegd; ook niet op het Plein. 
De Lange Poten was een van de eerste straten in Den Haag met asfalt. Door de diverse Haagse verkeersdoorbraken verloor de Lange Poten juist toen haar belang. Dit proces begon in de jaren 1930 met de aanleg van de Grote Marktstraat. De as Leiden - Westland werd verlegd via de Fluwelen Burgwal, Kalvermarkt en de Grote Marktstraat. In 1971 werd de Lange Poten eenrichtingsverkeer naar het Spui toe en in oktober 2009 werd zij geheel autovrij gemaakt.
Het chique Grand Hotel Central was in de Lange Poten gevestigd. Als een van de eerste Nederlandse gebouwen had dit hotel een (doodlopende) overdekte winkelpassage. Het werd gebouwd in neorenaissancestijl en werd in 1887 geopend. In de jaren 20 werd dit hotel alweer afgebroken en vervangen door een nieuw in een mengstijl van jugendstil en art deco. Het voormalige hotel maakt onderdeel uit van het Tweede Kamergebouw.
De Lange Poten kregen in 1936 ook een bioscoop op nummer 41. Deze Cineac werd in 1936 geopend, maar in 1937 omgedoopt in Rex Bioscoop. De bioscoop werd in 1977 door brand verwoest en opgeheven. Het pand werd hersteld en diende als galerie en sinds februari 2015 is hier een tweede vestiging van boekhandel Paagman. Het pand is een gemeentelijk monument.
Op de hoek van Lange Poten en het Plein staat het Departement van Justitie. Dit gebouw van architect C. Peters verrees tussen 1876 en 1883 in neorenaissancestijl. Het verving het in 1876 afgebroken Huygenshuis, een classicistisch gebouw dat grote gelijkenis met het Mauritshuis vertoonde. Het Departement van Justitie is een rijksmonument en onderdeel van het Tweede Kamercomplex.
De wilgenbomen waren allang verdwenen maar toen de Lange Poten eenrichtingsverkeer werd, werden bloesembomen gepoot, zogenaamde Japanse sierkers (Prunus serrulata). Tijdens de herinrichting in het kader van het gemeentelijk programma 'Kern Gezond' verdwenen de bomen omdat zij niet in het straatbeeld zouden passen.

## Economie
Voordat er sprake was van de Grote Marktstraat waren het Spui en de Lange Poten de voornaamste winkelstraten van Den Haag. Warenhuis Au Bon Marché en, sinds 1893, Vroom & Dreesmann vestigden zich met grootse winkels in de straat. In 1918 vestigde juwelier Dreese zich op nummer 32, een pand uit 1618. Door de economische omstandigheden, de crisis in de jaren 1930 en de aanleg van de Grote Marktstraat verhuisden de grote winkels zoals Vroom & Dreesmann daarheen. Ook de nieuwe vestiging van De Bijenkorf kwam aan de Grote Markt. Voor de Poten bleef het midden- en kleinwinkelbedrijf over. Door de nieuwbouw van de Tweede Kamer en de verhuizing van Hotel Grand Central naar het Spuiplein werd de noordkant van de straat geheel winkelloos. Deze situatie is sindsdien niet meer veranderd.

## Culturele verwijzingen
Sinds 1935 is de Lange Poten (als L. Poten) nationaal bekend als een van de straten in de Nederlandse versie van het Monopoly-spel. Ook wordt de straat genoemd in de hit O, o, Den Haag van Harry Klorkestein.
Straten: Achterom · Alexanderstraat · Van Alkemadelaan · Amaliastraat · Amsterdamse Veerkade · Benoordenhoutseweg · Bezuidenhoutseweg · Cantaloupenburg · Denneweg · Fluwelen Burgwal · Geest · Gravenstraat · Groenewegje · Groot Hertoginnelaan · Grote Marktstraat · Herengracht · Heulstraat · Hogewal · Hooigracht · Javastraat · Juffrouw Idastraat · Kazernestraat · Kneuterdijk · Korte Vijverberg · Korte Voorhout · Laan Copes van Cattenburch · Laan van Meerdervoort · Laan van Nieuw Oost-Indië · Lange Beestenmarkt · Lange Poten · Lange Vijverberg · Lange Voorhout · Lijnbaan · Mallemolen · Mauritskade · Melis Stokelaan · Van Merlenstraat · Molenstraat · Nassaulaan · Nieuwe Haven · Nieuwe Schoolstraat · Nieuwe Uitleg · Nobelstraat · Noordeinde · Oude Boomgaardstraat · Oude Molstraat · Parkstraat · Paviljoensgracht · Piet Heinstraat · Prinsegracht · Prinsessegracht · Prinsestraat · Rijswijkseweg · Riouwstraat · Schalk Burgerstraat · Schedeldoekshaven · Schelpkade · Schenkkade · Scheveningseveer · Scheveningseweg · Schuddegeest · Slijkeinde · Smidswater · Sophialaan · Sportlaan · Spui · Spuistraat · Surinamestraat · Theresiastraat · Torenstraat · Tournooiveld · Trekvlietplein · Turfmarkt · Vaillantlaan · Vondelstraat · Wagenstraat · Weimarstraat · Westeinde · Wijnhaven · Witte de Withstraat · Zeestraat

Pleinen: Alexanderplein
· Anna Paulownaplein
· Bankaplein
· Binnenhof
· Buitenhof
· Burgemeester De Monchyplein
· Clioplein
· Elandplein 
· Esperantoplein
· Groenmarkt
· Grote Markt
· Hofplaats
· Kerkplein
· Koningsplein
· Loosduinse Hoofdplein
· Malieveld
· Muzenplein
· Nassauplein
· Plaats
· Plein
· Plein 1813
· Prins Hendrikplein
· Prinsenvinkenpark
· Regentesseplein
· Rond de Grote Kerk
· Spuiplein
· Tournooiveld
· Vaillantplein
· Varkenmarkt
· Visbanken
· Wijnhaven